# Brennertunneln
Brennertunneln (tyska Brennerbasistunnel, italienska Galleria di base del Brennero) är en planerad 55 kilometer lång järnvägstunnel under Brennerpasset, från Innsbruck i Österrike till Fortezza i Italien. Tunneln är en del av det transeuropeiska transportnätet och kommer att användas för både gods- och passagerartåg. Bygget startade 2007. Sedan 2021 beräknas tunneln bli färdig att tas i drift tidigast år 2032.